# ماكس مولر (صانع آلة موسيقية)
ماكس مولر (بالهولندية: Max Möller)‏ هو صانع آلة موسيقية ‏ هولندي، ولد في 1915، وتوفي في 1985.